# Кесо
Чилі кон кесо (ісп. Chili con queso) — соус-діп з розплавленого сиру, перцю чилі, томатів та різних спецій, поширений в мексиканській кухні і кухні текс-мекс, а також в США. Часто вживається з кукурудзяними чипсами (начос) — в сукупності ці страви є досить популярною закускою.